# Benamejí
Benamejí est une ville d’Espagne située dans la province de Cordoue, communauté autonome d’Andalousie.